# 3789 Zhongguo
3789 Zhongguo (1928 UF, 1986 QK1) là một tiểu hành tinh nằm phía ngoài của vành đai chính được phát hiện ngày 25 tháng 10 năm 1928 bởi Y. C. Chang ở Williams Bay.